# スパイ・ゲーム
『スパイ・ゲーム』（Spy Game）は、2001年のアメリカ合衆国のスパイ映画。
ブラッド・ピットとロバート・レッドフォードの新旧、二枚目スターの共演で話題になった。
トニー・スコット監督のアクション・スリラー映画。

## ストーリー
1991年春。伝説のCIA工作官、ネイサン・ミュアーは、あと1日で引退を迎えようとしていた。引退の日を平穏無事に迎えるかに見えたが、ミュアーの友人でCIA香港支局長のハリー・ダンカンからの電話により、手塩にかけて育て上げた工作官のトム・ビショップが中国でスパイ容疑で逮捕されたことを知る。本来ビショップはダンカンが指揮をとっていた米中通商会談の盗聴作戦に従事するはずであったが、許可なく中国人協力者を指揮して蘇州刑務所に侵入していた。米中関係の親密化を優先するホワイトハウスの意向で、CIAはビショップを見殺しにしようとする。CIA本部ではミュアーの同期であるフォルジャー工作担当次官が座長を務め、ビショップが無許可で作戦を遂行した理由を調査していた。ミュアーはフォルジャーや彼の部下ハーカーに、海兵隊軍曹であったビショップをCIA工作官に育て上げたいきさつを語った。
ベトナム戦争最末期の1975年春、ベトコンと協力していたラオス軍のハン＝チェー将軍への暗殺作戦を指揮していたミュアーは、南ベトナム・ダナンの米軍基地で若き日のビショップに出会う。ビショップは狙撃手として、ミュアーから指示を受けて暗殺作戦を遂行することになる。ビショップはチェー将軍を仕留め、暗殺作戦を見事に成功させた。ビショップの才覚を知ったミュアーは、ビショップをCIAに採用するため工作を行う。
1976年、CIA西ドイツ支局に勤務していたミュアーは、まず海兵隊に依頼してビショップを西ドイツの海兵隊基地に赴任させ、周囲から孤立させた時に再会することで、ビショップをCIAに引き抜きやすくするように仕向けた。ビショップはCIA工作官として訓練を受けると、東ドイツ人亡命者への協力者工作でたちまち頭角を現すようになり、ミュアーとよき師弟関係を築いてゆく。しかし、在西ドイツアメリカ大使館首脳に潜む内通者へのカウンターインテリジェンス作戦を遂行した際に、東ドイツ人協力者を見殺しにしたことで、その扱いをめぐって対立。協力者にも情を求めるビショップと、スパイは非情なゲームだとするミュアーとの間にわずかに溝が入る。
1985年、ミュアーは在レバノンアメリカ大使館爆破事件の首謀者・サラメへの暗殺作戦のためにビショップとともにベイルートへ派遣された。ビショップは表向きは報道カメラマンとして活動し、サラメの主治医・アマードが責任者をしている難民キャンプに取材を名目として近づき、彼を協力者にした。アマードの手でサラメに毒物を盛らせるのが狙いだった。またビショップは、アマードの難民キャンプで救援活動をしているイギリス人女性・エリザベス＝ハドレーと知り合い、男女の仲になる。エリザベスは人権活動家として人道支援にあたっていたが、その活動を支えるために仲介屋としての裏の顔をもっていた。さらに以前、手違いとはいえ、ロンドンで爆破テロに加担し、中国人外交官を殺してしまった過去があり、殺人の罪を問われ逃亡中の身となり、親族から完全に絶縁されていた。そのことを調べ上げたミュアーはビショップに脇が甘いと叱責する。
その矢先、サラメが潜伏先のキプロスから戻る。予定より早くサラメ暗殺作戦を決行することになり、ビショップはアマードに暗殺作戦を遂行させるべく難民キャンプに迎えに行くが、間に合わないと判断したミュアーは、本部の新たな方針で予め用意されたバックアップチームのレバノン義勇軍に実行を指令する。義勇軍は、SUVにプラスチック爆弾を満載し、皮肉にもビショップがサラメのアジトにアマードを連れて行った直後に自爆攻撃を決行。サラメ暗殺は成功したが、義勇軍は初の大仕事に気負い過ぎて必要以上のプラスチック爆弾を使用したため大規模な爆破が起こり、多数の死傷者も出た。ミュアーの冷酷無比な暗殺作戦についていけないと感じたビショップは、率直にそれを伝え、人事異動を希望する。ミュアーの帰国時「俺はアンタのようになりたくない」と言い残し、ビショップはミュアーと別れ、それ以来音信不通で今に至っている。ビショップが蘇州刑務所に潜入した目的は、その刑務所からエリザベスを助けるためだった。サラメ暗殺後、自分達について知りすぎていると彼女を危険視したミュアーは、彼女の身柄を拘束し、中国政府と捕虜交換していたのであった。
ミュアーは何とか時間を稼ぎ、ビショップの解放を外交交渉に委ねるように事態を仕向けたが、CIAはホワイトハウスの意向を優先し、ビショップが処刑されるのも時間の問題となった。ミュアーはビショップを救出するため、CIA長官名義の命令書を偽造して蘇州刑務所に近いアメリカ軍基地に送付し、救出作戦を指令する。並行してダンカンを介し中国の地方政府関係者を買収し刑務所を停電させる。買収資金は老後の生活資金として蓄えていた投資信託を全て解約し現金化したものだった。CIA本部での会議が終わりミュアーが退席してしばらくした後、フォルジャーの元に非正規作戦の報告が入る。ビショップとエリザベスは救出され、ヘリに乗り込み刑務所を脱出する。ビショップは隊員から作戦名が「ディナー・アウト作戦」だと聞かされ、ミュアーが自分のために行動してくれたことを悟り泣き崩れる。

## 登場人物
ネイサン・ミュアー
演 - ロバート・レッドフォード
CIA工作官。冷酷に徹しているが本質は善良。自分の所を去ったトムを心の底では気に掛けており、引退間近に事件に巻き込まれる。
トム・ビショップ
演 - ブラッド・ピット
工作官。優秀な狙撃手でもある。冷酷になれないなど詰めが甘い。ネイサンが手塩にかけて育てたが、エリザベスを救い出すために中国の刑務所に潜入するが失敗し、拘禁されて刑が執行されるのを待つ身となる。
エリザベス＝ハドレー
演 - キャサリン・マコーマック
イギリス人女性。テロ活動に参加し、中国外交官を殺害した過去を持つ。
チャールズ・ハーカー
演 - スティーヴン・ディレイン
フォルジャーの部下。
トロイ・フォルジャー
演 - ラリー・ブリッグマン
工作担当次官。ミュアーの同期。
グラディス・ジェニップ
演 - マリアンヌ・ジャン＝バプティスト
CIAの職員。
ハリー・ダンカン
演 - デヴィッド・ヘミングス
ミュアーの友人。CIA香港支局長。
ハン＝チェー
ラオス軍の将軍。
サラメ
在レバノンアメリカ大使館爆破事件の首謀者。
アマード
サラメの主治医。難民キャンプで仕事をしている。
サンドラ
ミュアーの妻。
アン・キャスカート
在東ドイツアメリカ大使夫人。亡命に失敗して殺害される。

## キャスト
| 役名                             | 俳優                             | 日本語吹替             | 日本語吹替                                                  | 日本語吹替                                                                                   |
| 役名                             | 俳優                             | ソフト版               | フジテレビ版                                                | テレビ東京版                                                                                 |
| -------------------------------- | -------------------------------- | ---------------------- | ----------------------------------------------------------- | -------------------------------------------------------------------------------------------- |
| ネイサン・ミュアー               | ロバート・レッドフォード         | 野沢那智               | 磯部勉                                                      | 広川太一郎                                                                                   |
| トム・ビショップ                 | ブラッド・ピット                 | 山寺宏一               | 堀内賢雄                                                    | 森川智之                                                                                     |
| エリザベス・ハドレー             | キャサリン・マコーマック         | 深見梨加               | 勝生真沙子                                                  | 安藤麻吹                                                                                     |
| チャールズ・ハーカー             | スティーヴン・ディレイン         | 野島昭生               | 大塚芳忠                                                    | 原康義                                                                                       |
| トロイ・フォルジャー             | ラリー・ブリッグマン             | 石塚運昇               | 小林修                                                      | 田中信夫                                                                                     |
| グラディス・ジェニップ           | マリアンヌ・ジャン＝バプティスト | 塩田朋子               | 唐沢潤                                                      | 山像かおり                                                                                   |
| ハリー・ダンカン                 | デヴィッド・ヘミングス           | 島香裕                 | 富田耕生                                                    | 麦人                                                                                         |
| アン・キャスカート大使夫人       | シャーロット・ランプリング       | 藤生聖子               | 一城みゆ希                                                  | 沢田敏子                                                                                     |
| サイ・ウィルソン                 | ギャリック・ハーゴン             | 塚田正昭               | 石波義人                                                    | 楠見尚己                                                                                     |
| ディグビー・'ディガー'・ギブソン | マシュー・ウォーカー             | 西村知道               | 石波義人                                                    | 田原アルノ                                                                                   |
| ウィリアム・バイアーズ           | マシュー・マーシュ               | 相沢正輝               |                                                             | 手塚秀彰                                                                                     |
| ヴィンセント・ヴィー・ゴ         | マイケル・ポール・チャン         | 伊藤和晃               | 田原アルノ                                                  | 小島敏彦                                                                                     |
| ロバート・エイケン               | トッド・ボイス                   | 斉藤次郎               |                                                             | 稲葉実                                                                                       |
| アンドリュー・アンガー           | アンドリュー・グレインジャー     | 杉本ゆう               |                                                             |                                                                                              |
| アマード                         | アミドゥ                         | 星野充昭               | 小山武宏                                                    | 後藤哲夫                                                                                     |
| トラン                           | ベネディクト・ウォン             | 中田雅之               | 岩崎ひろし                                                  | 三宅健太                                                                                     |
| ドルメ                           | オーミッド・ジャリリ             | 遠藤純一               |                                                             |                                                                                              |
| カプラー                         | ビル・ビュール                   | 石波義人               |                                                             |                                                                                              |
| サンディ                         | キンバリー・ペイジ               | 佐々木健               |                                                             |                                                                                              |
| リー                             | ケン・レオン                     |                        |                                                             |                                                                                              |
| ヘンリー・ポラード               | コリン・スティントン             |                        | 青山穣                                                      | 後藤哲夫                                                                                     |
| ワイリー司令官                   | デイル・ダイ                     | 星野充昭               | 牛山茂                                                      | 土田大                                                                                       |
| 冒頭ナレーション                 |                                  | N/A                    | N/A                                                         | 谷昌樹                                                                                       |
| 役不明又はその他                 |                                  | 奥田啓人 安達まり      | 成田剣 田中正彦 斎藤志郎 宝亀克寿 水野龍司 岩松廉 多緒都    | 村田則男 佐々木睦 中嶋聡彦 石波義人 魚建 志村知幸 宇垣秀成 赤城進 加納千秋 木下紗華 風間秀郎 |
| 日本語版スタッフ                 |                                  |                        |                                                             |                                                                                              |
| 演出                             |                                  | 市来満                 | 小林守夫                                                    | 高橋剛                                                                                       |
| 翻訳                             |                                  | 木村純子               | 宮川桜子                                                    | 松崎広幸                                                                                     |
| 調整                             |                                  | 兼子芳博               | 栗林秀年                                                    | 兼子芳博                                                                                     |
| 制作                             |                                  | ニュージャパンフィルム | ニュージャパンフィルム                                      | テレビ東京 ニュージャパンフィルム                                                            |
| 初回放送                         |                                  |                        | 2003年12月13日 『プレミアムステージ』 21:00-23:09 本編105分 | 2005年4月7日 『木曜洋画劇場』 21:00-23:24 本編122分                                          |

- テレビ東京版は久保一郎プロデューサーが先発のフジテレビ版の配役に「どうも好きになれない」と不満を持ち[6]「もう一度広川さんにロバート・レッドフォードをアテて頂きたい」という希望から新録された。収録当日の広川は調子が悪く終始思うように声が出せない状態だったため、後日1人でレッドフォードのパートを全編録り直すことになった。録り直した音源について久保は「待ってましたのダンディ演技炸裂！」と絶賛していたが広川本人としてはそれでも本調子ではなかったようで、収録から3年後に広川が亡くなった際に久保は「思えばあの頃、広川さんには既に病魔に侵されていたのではないか。」と振り返っている[7]。
  - 同バージョンでブラッド・ピットを吹き替えた森川によると、シリアスな作品であるにもかかわらず広川はいざという時のアドリブに備えて台本に多数のダジャレを書き込んでいたといい、「（広川は）やっぱりすごいなぁと思いましたね」とそのプロ意識に驚嘆したとのこと[8][9]。

## 評価
レビュー・アグリゲーターのRotten Tomatoesでは134件のレビューで支持率は66%、平均点は6.20/10となった。Metacriticでは29件のレビューを基に加重平均値が63/100となった。

## その他
- 映画の最後に「エリザベス・ジーン・スコットの思い出の中で」と表示される。彼女は監督のトニー・スコットの母親であり、撮影中に亡くなった[12]。